# Paul Barrère
Paul Barrère (Elna, Rosselló, 9 d'octubre de 1905 - 21 d'agost de 1978) fou un jugador de rugbi a 15 nordcatalà. Va jugar a la selecció de rugbi XV de França en la posició de segona línia. Ha jugat en els següents clubs:
- RC Toulon de 1926 a 1931. Va guanyar el campionat de França de rugbi XV de 1930-1931
- Aviron bayonnais
- FC Lourdes

Quan a la seva participació en competicions internacionals, va disputar el primer partit amb la selecció de França el 28 d'abril de 1929 contra la selecció de rugbi XV de d'Alemanya, i el seu darrer partit el 28 de febrer de 1931 contra la selecció de rugbi XV de Gal·les, en el Torneig de les Cinc Nacions.